# 北部州 (ルワンダ)
北部州（ほくぶしゅう、ルワンダ語: Intara y'Amajyaruguru、フランス語：Province du Nord）は、ルワンダを構成する5つの州のうちの一つ。州都は東部に位置するビュンバ。人口は約204万人（2022年国勢調査）。

## 設立まで
2006年1月1日にルワンダの地方行政区分が再編され、北部州が誕生した。北部州は再編以前のルヘンゲリ県とビュンバ県、及びキガリ郊外県の一部からなる。

## 概要
北部にブレラ郡、北西にムサンゼ郡、東部にギクンビ郡、南西にガケンケ郡、南東にルリンド郡の5つの郡 (akarere) が置かれており、ウガンダとコンゴ民主共和国に接する。ムサンゼ郡の北部は火山国立公園に指定されている。東に東部州、南東にキガリ州、南西に南部州、西に西部州、ヴィルンガ山地のカリシンビ山、ビソケ山、ムシデ山を挟み北西にコンゴ民主共和国北キヴ州と、三国国境にサビニョ山、ムガヒンガ山、ムハブラ山を挟み北にウガンダのキゲジのキソロ県及びカバレ県と接する。東部にキガリとガトゥナを経てカバレを結ぶ幹線道、西部にキガリとルヘンゲリを結ぶ幹線道、北西部にチャニカとルヘンゲリ、ギセニを結ぶ幹線道が走る。

## 隣接州
- キソロ県
- ルバンダ県
- カバレ県
- 東部州 (ルワンダ)
- キガリ州
- 南部州 (ルワンダ)
- 西部州 (ルワンダ)
- 北キヴ州

## 下位行政区画

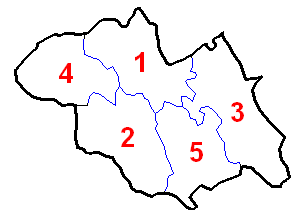
北部州の郡

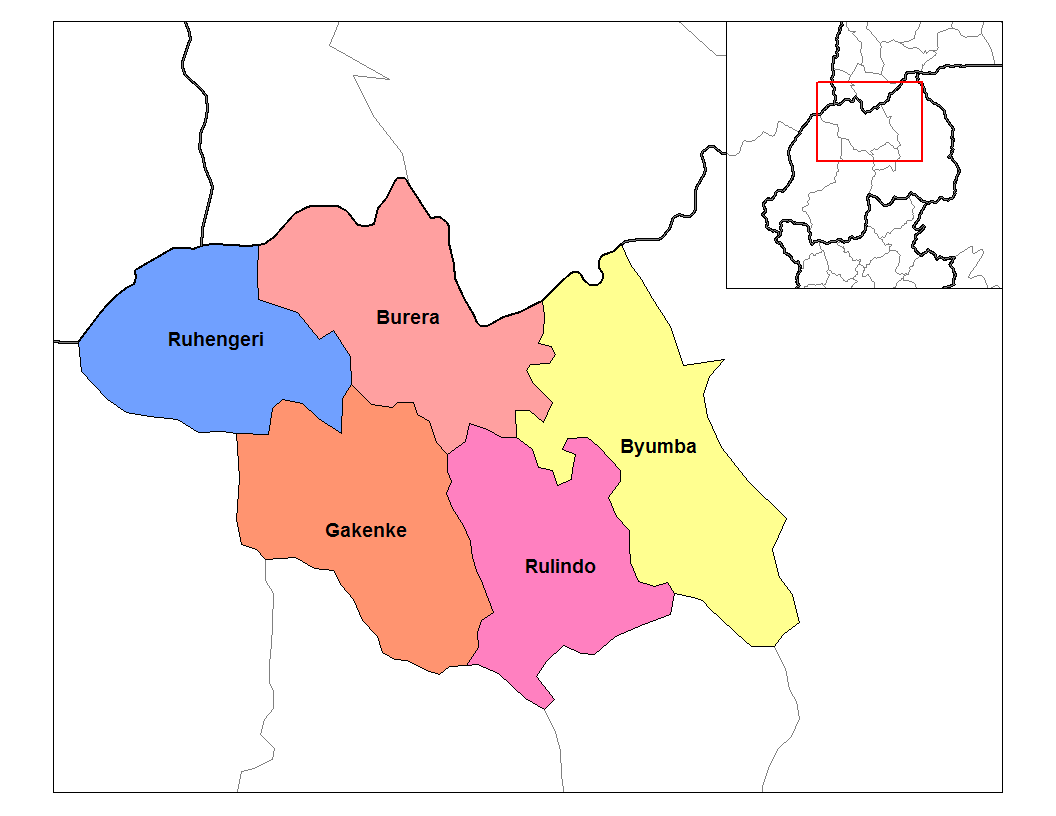
北部州の郡

1. ブレラ郡（英語版）（Burera）
2. ガケンケ郡（英語版）（Gakenke）
3. ギクンビ郡（英語版）（Gicumbi）
4. ムサンゼ郡（英語版）（Musanze）
5. ルリンド郡（英語版）（Rulindo）